# SS Germanic

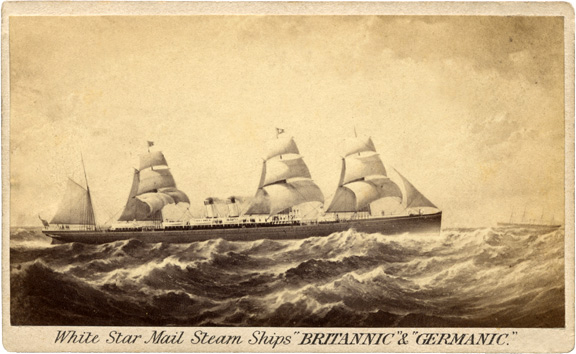
Karta wizytowa przedstawiająca jednostki Britannic i Germanic z lat 70. XIX wieku

SS Germanic – transatlantycki liniowiec wybudowany przez stocznię Harland and Wolff w 1875 roku i należący do armatora White Star Line z siedzibą w Southampton. Późniejsze nazwy: Ottawa, Gulcemal i Gul Djemal.

## Historia
Wodowanie statku przypadło na 15 lipca 1874 roku, a w ruch wszedł w maju 1875. W lutym 1876 roku zdobył Błękitną Wstęgę Atlantyku za pokonanie trasy Southampton-Nowy Jork w ciągu 7 dni, 11 godzin i 17 minut przy średniej prędkości 15,76 węzła. 23 lutego 1876 roku Henryk Sienkiewicz wyruszył na SS Germanic z Liverpoolu w podróż do Ameryki. Podróż udokumentował w swej korespondencji do Gazety Polskiej. W 1904 roku statek został sprzedany armatorowi American Line i podróżował po tej samej trasie. 5 stycznia 1905 roku został przemianowany na "Ottawa" i przez następne cztery lata odbywał trasę Quebec-Montreal. W 1910 roku rząd Turcji wykupił "Ottawę" i przemianował na "Gul Djemal".
Podczas I wojny światowej przewoził żołnierzy na wojnę w Jemenie. Podczas przewożenia ponad 4000 żołnierzy dnia 3 maja 1915 roku zderzył się z okrętem podwodnym E-14. Postanowiono go odbudować, wyremontować i naprawić. W 1928 roku został zakupiony przez Turkiye Seyrisefain Idaresi i stał się "Gulcemalem". W 1950 roku przemianowany na pływający hotel, a 29 października tego roku został zezłomowany w Mesynie.